# Radwan (województwo świętokrzyskie)
Radwan – wieś w Polsce położona w województwie świętokrzyskim, w powiecie opatowskim, w gminie Iwaniska.
W latach 1975–1998 miejscowość położona była w województwie tarnobrzeskim.